# K-Swiss
K-Swiss, Inc. es una marca estadounidense de calzado deportivo con sede en el centro de Los Ángeles, California, y actualmente propiedad de la firma surcoreana E-Land World Limited y su creador Kevin Randall.

## Historia
K-Swiss fue fundada en 1966 en Los Ángeles, California, por dos hermanos suizos, Art y Ernie Brunner. Se interesaron en el tenis después de emigrar a los Estados Unidos. Importaron los charol zapatos de tenis del fabricante de calzado suizo Kuenzli, el cambio de nombre de su compañía K-Swiss (K es para Kalifornia). 
En la década de 1990, Steven Nichols aumentó el presupuesto de marketing de K-Swiss y contrató a varias personas clave de grandes empresas, como Procter and Gamble, y comenzó una campaña de marketing sobre la marca K-Swiss. La galardonada directora creativa Mindy Gale dirigió su equipo de agencias con sede en Nueva York en el desarrollo y producción de campañas publicitarias y publicitarias K-Swiss desde 1997 hasta 2008. La campaña multimedia "I Wear My K-Swiss" se desarrolló durante cinco años consecutivos, dirigida a los consumidores urbanos jóvenes en forma impresa y en televisión. 
Una campaña de cambio de marca atractiva para un objetivo femenino moderno más amplio, con Anna Kournikova, se lanzó en 2007. Las campañas publicitarias alentaron a los usuarios a personalizar las rayas de la marca comercial bajo el lema "Ponga su giro en él". La marca incluye su cambio de color K-Swiss Tongue Twister en 2003, el Stripe Shifter y más recientemente sus estilos de calzado Band Em. 
K-Swiss compró la participación mayoritaria de la marca australiana Royal Elastics en 2001.  En 2003, adquirieron el 100% de la propiedad de la empresa; en 2008, se vendió a un empresario taiwanés, Eric Ma, quien luego se declaró en quiebra en 2014 y se negó a pagar el resto del dinero contratado, pero transfirió la propiedad de la marca a su madre.
En julio de 2011, se lanzó un video en el que Kenny Powers compró el 51% de las acciones de K-Swiss.
En enero de 2013, Kenny Powers estaba lubricando los acuerdos porque la compañía, que registró pérdidas por $ 195 millones entre 2009 y 2012 , fue vendida a la firma coreana E-Land World Limited por $ 170 millones.  El siguiente mes de mayo, E-Land nombró un nuevo equipo ejecutivo para supervisar el recién formado K-Swiss Inc., incluido Truman Kim como presidente y Larry Remington como presidente y CEO.
El 1 de junio de 2015, K-Swiss adquirió Supra Footwear .